# 24 Stunden aus dem Leben einer Frau (1968)
24 Stunden aus dem Leben einer Frau (Originaltitel: Vingt-quatre heures de la vie d’une femme) ist ein französisch-deutscher Spielfilm aus dem Jahr 1968 von Dominique Delouche, der auch – zusammen mit Paul Hengge, Eberhard Keindorff, Marie-France Rivière, Johanna Sibelius und Albert Valentin – das Drehbuch verfasste. Es beruht auf der gleichnamigen Novelle von Stefan Zweig. Die Hauptrollen sind mit Danielle Darrieux und Robert Hoffmann besetzt. Zum ersten Mal gezeigt werden sollte der Film im Rahmen der Internationalen Filmfestspiele von Cannes 1968, die für die Zeit vom 10. bis 24. Mai 1968 geplant waren. Nachdem diese jedoch abgebrochen worden waren, fand seine Premiere am 7. Juni 1968 in Deutschland statt. In Frankreich konnte man das Werk erstmals am 25. Dezember 1968 auf der Leinwand sehen.
Bei dem Werk handelt es sich um ein Remake des gleichnamigen deutschen Films aus dem Jahr 1931.

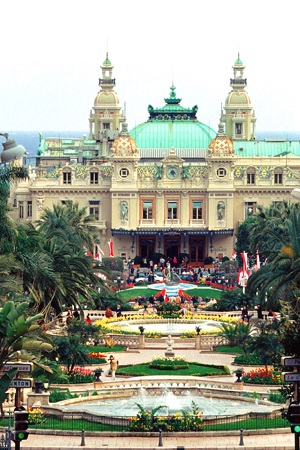
Hauptschauplatz des Films: Das Casino Monte Carlo

## Handlung
Die 42-jährige Witwe Alice beobachtet in Monte Carlo einen jungen Mann von erschreckender Spielleidenschaft, der sich im Casino völlig ruiniert. Sie bewahrt Thomas vor dem Selbstmord und verbringt mit ihm in einem Rausch hilfsbereiten Mitleids eine Nacht im Hotel. Am Morgen reagiert Alice darauf mit Scham und Entsetzen. Bestrebt, die Sache zu einem guten Ende zu bringen, trifft sie sich tagsüber nochmals mit dem jungen Mann, der sie jetzt in überströmender Dankbarkeit wie eine mütterliche Heilige verehrt. Thomas zitiert auf Deutsch die 1. Strophe des Gedichts „Du meine Seele, du mein Herz“ von Friedrich Rückert. Und gerade das verletzt diese Frau und weckt in ihr mehr als mütterliche Liebe. Heimlich bereitet sie sich vor, zusammen mit Thomas im gleichen Zug abzureisen und bei ihm zu bleiben. Als sie dann schließlich den Bahnhof erreicht, ist der Zug bereits abgefahren. Und zu ihrer Enttäuschung, ihn als Mann verloren zu haben, gesellt sich eine noch viel herbere: als sie, Erinnerung suchend, erneut das Spielcasino betritt, spielt ihr Schützling, der doch sogar in einer Kirche inbrünstig dem Glücksspiel auf ewig abgeschworen hatte, mit dem für seine Heimfahrt von Alice vorgeschossenen Geld. Schlimmer noch: Er gibt es ihr in wildem Aufbegehren von einem vorübergehenden Gewinn zurück und demütigt sie tief vor allen Gästen des Casinos.

## Unterschiede zur Novelle
Während in der literarischen Vorlage die Handlung um das Jahr 1880 spielt, ist im Film das Geschehen zur Zeit des Ersten Weltkrieges angesiedelt. Aus dem jungen österreichischen Diplomatenanwärter mit polnischen Wurzeln haben die Drehbuchautoren einen in den Motiven etwas verwaschenen deutschen Deserteur gemacht. Schließlich ist aus der für Stefan Zweig wesensmäßig nicht unwichtigen kühlen Schottin in der Besetzung mit Danielle Darrieux eine warmherzige Französin geworden, die schon nach der Nacht verwirrt-glücklich wie auf einen unverhofften Seitensprung reagiert.

## Kritik
Der Evangelische Filmbeobachter fasste seine Meinung so zusammen: „Stefan Zweigs meisterhafte Novelle geriet als erster Langfilm eines jungen französischen Regisseurs für Kenner der literarischen Vorlage durch manche innere Umgestaltung unbefriedigend bis enttäuschend. Für andere Zuschauer bietet er ab 16 kultiviert-sentimentale Unterhaltung.“ Eine bessere Meinung von dem Werk hat dagegen das Lexikon des Internationalen Films. Es zog folgendes Fazit: „Elegante Verfilmung einer Novelle von Stefan Zweig, in Fotografie und Darstellung hervorragend: Die von melancholischer Poesie beherrschte Zeichnung einer untergehenden Epoche.“